# Ману-самітник
Ману́-самітник (Cercomacroides parkeri) — вид горобцеподібних птахів родини сорокушових (Thamnophilidae). Ендемік Колумбії. Був названий на честь американського орнітолога Теодора Паркера.

## Опис
Довжина птаха становить 14-14,5 см. Верхня частина тіла в самця чорна, нижня частина тіла сіра, на крилах білі смужки, боки мають оливковий відтінок. Верхня частина тіла у самиці оливково-коричнева, тім'я коричневао-сіре, нижня частина тіла рудувата.

## Таксономія
Ману-самітник був описаний в 1997 році американським орнітологом Гері Грейвсом. Його довгий час відносили до роду Ману (Cercomacra), однак за результатами молеклярно-філогегнетичного дослідження, яке показало поліфілітичність роду Cercomacra, ману-самітник і низка споріднених видів були переведені до новоствореного роду Cercomacroides.

## Поширення й екологія
Ману-самітники є ендеміками Колумбії. Мешкають на західних схилах Західного хребта, північних і східних схилах Центрального хребта і на західних схилах Східного хребта, зокрема в національному парку Серранія-де-лос-Ярігіес. Ману-самітники живуть на узліссях гірських тропічних лісів Анд на висоті від 1130 до 1830 м над рівнем моря.